# 四条流庖丁道

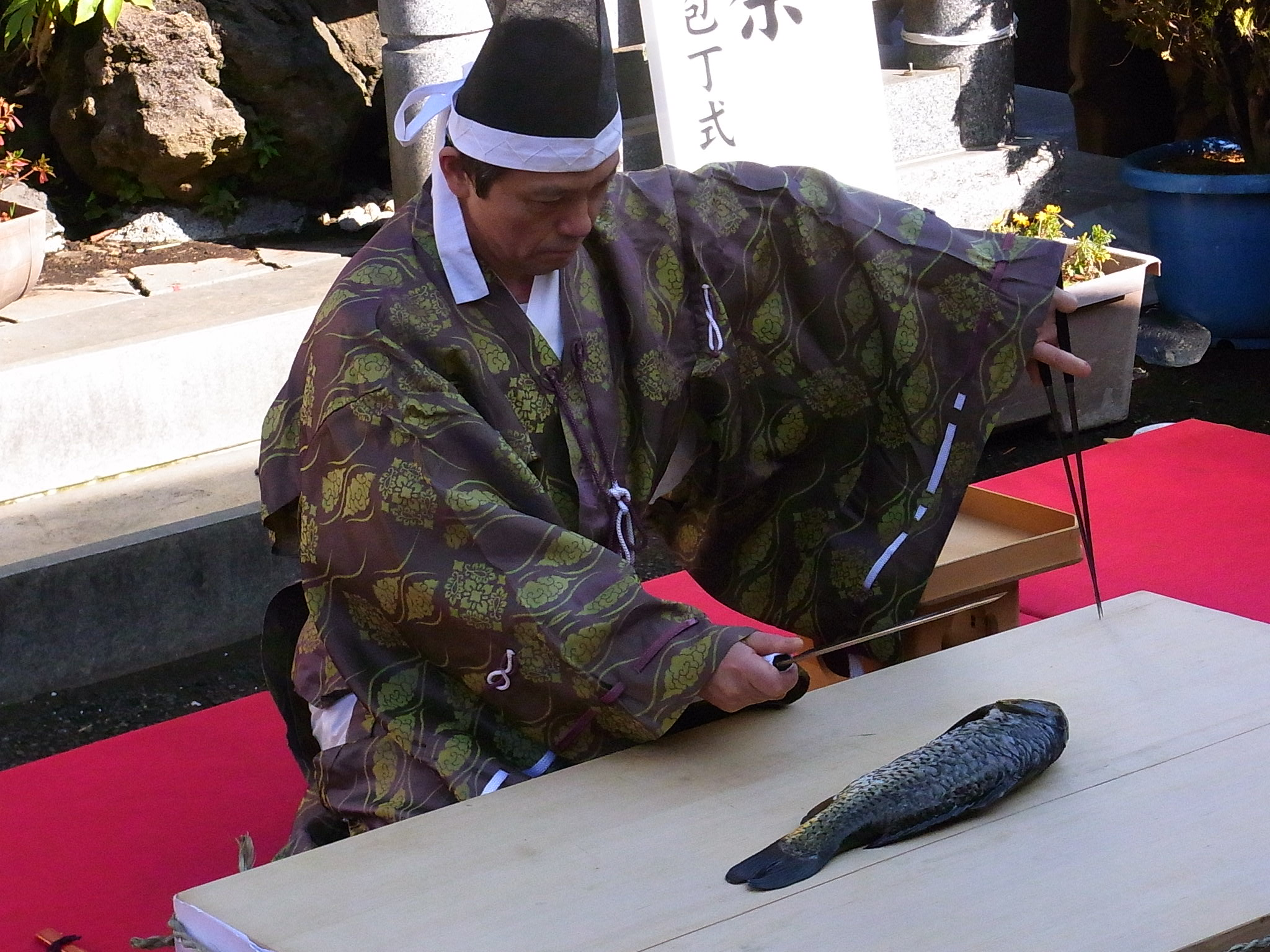
だいこく祭 四條流包丁儀式（神田明神 2010年1月10日撮影）

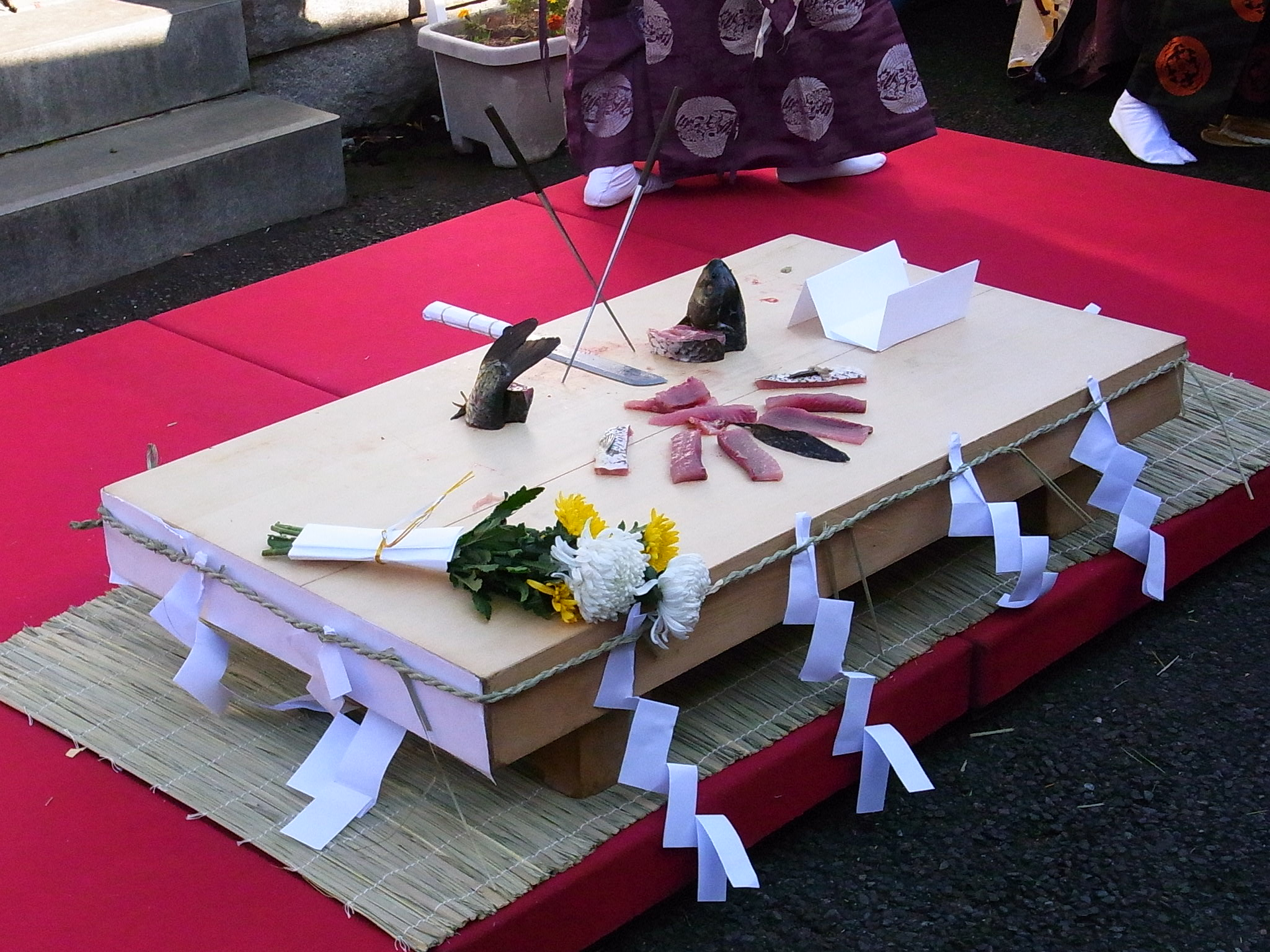
だいこく祭 四條流包丁儀式（神田明神 2010年1月10日撮影）

四条流庖丁道（しじょうりゅうほうちょうどう）は、平安時代から始まると伝えられる日本料理の流派。「庖丁式」とも。庖丁道（庖丁式）とは料理に関する作法・故実や調理法などを最も頻用する調理器具の包丁で象徴した呼び名である。

## 起源
四条流の起源は、藤原山蔭（四条中納言、824年 - 888年）が、光孝天皇の勅命により庖丁式（料理作法）の新式を定めたことに由来すると伝えられている。朝廷の料理は宮内省に属す内膳司が司っていたが、山蔭は内膳職とは関係がなく、単に料理法や作法に通じた識者として指名されたものか。9世紀の段階で、唐から伝えられた食習慣・調理法が日本風に消化されて定着しつつあったと思われ、それらをまとめて故実という形で山蔭が結実させたものであると考えられる。これにより、山蔭は「日本料理中興の祖」とされる。

## さまざまな分流
山蔭の確立した庖丁式は、藤原北家魚名流の藤原隆季を祖とする四条家に家職として伝えられ「四条流」と呼ばれることになる。なお、山蔭も魚名流（鷲取系）であるが、四条家（末茂系）とは別流であり、系譜的には直系ではない（詳細は藤原北家の各流系図を参照）。
鎌倉時代中期に中御門流持明院基家の三男で園家を興した園基氏が、四条流を学んで別派を興し「四条園流（もしくは単に園流）」と称された（なお基氏は華道にも通じ、青山流を創始している）。
室町時代には足利将軍家に仕えた四条流の庖丁人（料理人）・大草公次（三郎左衛門）が「大草流」を、また室町時代末期には細川晴元に仕えた進士次郎左衛門尉が進士流を創始したと言われ、公家社会のみならず武家社会における料理においても、四条流の分派が浸透しはじめた。
また四条流を学んだ園部和泉守という庖丁人が三河松平氏に仕えていたが、松平元康（徳川家康）が天下人となり江戸幕府を創始すると、「四条園部流」が幕府の台所を預かることとなり、江戸時代には各藩へも普及が進んだ。

## 四条流庖丁書
室町時代後期、四条流の大意をまとめた料理書として『四条流庖丁書』が書かれている。奥書に「長享三年（1489年）二月下旬多治見備後守貞賢在判」とあり、この時期に成立したと思われる。四条流庖丁式の次第が記述され、俎の名所・寸法などから記載が始まり、続いて具体的な料理法や、箸・膳の飾り方なども記載されており、当時の日本料理の素材や調理法を知る上で貴重な史料となっている。
雁の皮煎・潮煎、カマボコ、鳥（雉）の焼き物・刺身、エビの舟盛り、このわた、鯛の潮煮、クラゲの和え物など、多彩な料理が紹介されている。また、四条流では刺身に添えるわさびと塩は接して並べる、酢も添えるべき……など興味深い記述も多い。花鰹の使用も記されており、当時から利用されていることが分かる。
分流の大草流の相伝書としても『大草家料理書』『大草殿より相伝の聞書』などがあり、成立年代は不明だが、上記書籍より若干下る時代と思われる。いずれも『群書類従』飲食部に所収されている。

## 庖丁儀式

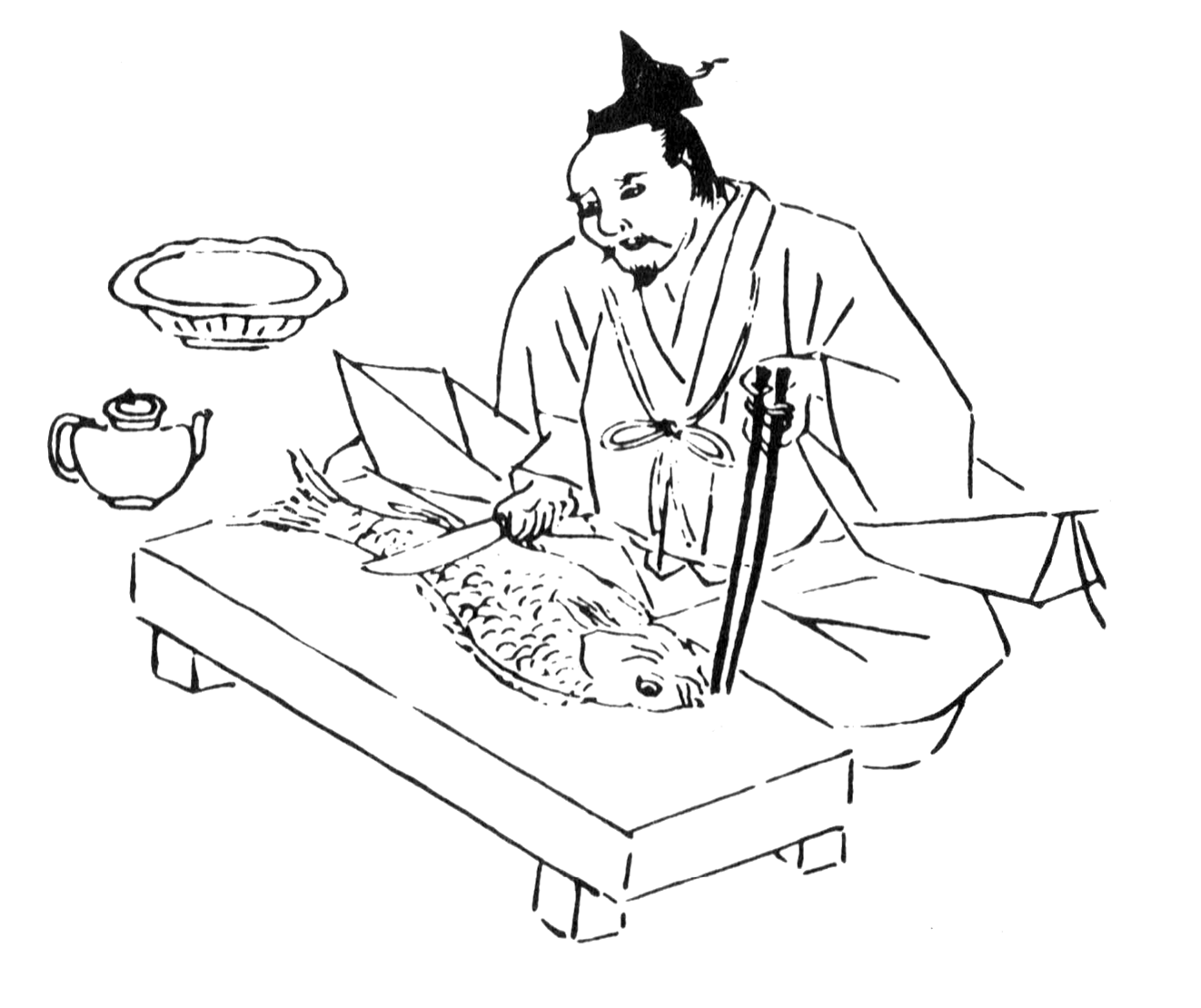
包丁刀と真魚箸を使って鯉をさばく庖丁師。『七十一番職人歌合』 五十七番「庖丁師」より (1500年頃)

四条流の庖丁儀式とされる、巧みな庖丁さばきによる荘厳な技術披露が現在でも継承され、行われている。藤原山蔭が鯉をさばいて以来の伝統と言われる技法を烏帽子・直垂をまとった姿で再現し、庖丁と真魚箸（まなばし）のみを用いて、鯉・鯛・鰹などの素材に一切手を触れることなくさばいていくもので、各地の神事などで奉納されることがある。